# Snow Hill (Caroline du Nord)
Pour les articles homonymes, voir Snow Hill.
La ville de Snow Hill est le siège du comté de Greene, situé dans l’État de Caroline du Nord, aux États-Unis. Sa population s’élevait à 1 595 habitants lors du recensement de 2010, estimée à 1 526 habitants en 2017.

## Démographie
| 1870 | 1880 | 1890 | 1900 | 1910 | 1920 |
| ---- | ---- | ---- | ---- | ---- | ---- |
| 320  | 332  | 283  | 405  | 450  | 700  |

| 1930 | 1940 | 1950 | 1960  | 1970  | 1980  |
| ---- | ---- | ---- | ----- | ----- | ----- |
| 826  | 928  | 946  | 1 043 | 1 359 | 1 374 |

| 1990  | 2000  | 2010  | - | - | - |
| ----- | ----- | ----- | - | - | - |
| 1 378 | 1 514 | 1 595 | - | - | - |

## Source
- (en) Cet article est partiellement ou en totalité issu de l’article de Wikipédia en anglais intitulé « Snow Hill, North Carolina » (voir la liste des auteurs).